# Poropuntius huguenini
Cá diếc cốc (tên khoa học: Poropuntius huguenini), là một loài cá vây tia trong chi Poropuntius.